# Bukovče (Negotin)
Pour les articles homonymes, voir Bukovče.
Bukovče (en serbe cyrillique : Буковче) est une localité de Serbie située dans la municipalité de Negotin, district de Bor. Au recensement de 2011, elle comptait 1 167 habitants.
Bukovče, officiellement classé parmi les villages de Serbie, est situé sur les bords de la Jasenička reka, un affluent du Danube.

## Histoire
Bukovče est mentionné pour la première fois dans des documents turcs en 1530 ; à cette époque, le village comptait 50 foyers. En 1586, il en comptait 16 et, en 1736, sous la domination autrichienne, 80.

## Démographie

### Évolution historique de la population
| 1948  | 1953  | 1961  | 1971  | 1981  | 1991  | 2002  | 2011  |
| ----- | ----- | ----- | ----- | ----- | ----- | ----- | ----- |
| 2 676 | 2 765 | 2 702 | 2 677 | 2 658 | 2 399 | 1 442 | 1 167 |

|  |